# 佐藤由希
佐藤 由希（さとう ゆき、1980年11月3日 - ）は、静岡県出身の女子ソフトボール選手（内野手）。2004年アテネオリンピック銅メダリスト。